# Challenge-Brownsville
Challenge-Brownsville és una població dels Estats Units a l'estat de Califòrnia. Segons el cens del 2000 tenia 1.069 habitants.

## Demografia
Segons el cens del 2000, Challenge-Brownsville tenia 1.069 habitants, 491 habitatges, i 322 famílies. La densitat de població era de 42,7 habitants per km².
Dels 491 habitatges en un 17,5% hi vivien nens de menys de 18 anys, en un 54,2% hi vivien parelles casades, en un 7,7% dones solteres, i en un 34,4% no eren unitats familiars. En el 29,5% dels habitatges hi vivien persones soles el 16,7% de les quals corresponia a persones de 65 anys o més que vivien soles. El nombre mitjà de persones vivint en cada habitatge era de 2,17 i el nombre mitjà de persones que vivien en cada família era de 2,65.
Per edats la població es repartia de la següent manera: un 18,5% tenia menys de 18 anys, un 4,8% entre 18 i 24, un 17,6% entre 25 i 44, un 29,7% de 45 a 60 i un 29,5% 65 anys o més.
L'edat mediana era de 51 anys. Per cada 100 dones de 18 o més anys hi havia 91,4 homes.
La renda mediana per habitatge era de 27.037 $ i la renda mediana per família de 36.607 $. Els homes tenien una renda mediana de 32.353 $ mentre que les dones 18.889 $. La renda per capita de la població era de 14.917 $. Entorn del 16,2% de les famílies i el 16,9% de la població estaven per davall del llindar de pobresa.

## Poblacions més properes
El següent diagrama mostra les poblacions més properes.